# Aritzatxu
La playa Aritzatxu es una playa con arena, rocas y vegetación situada en el municipio vizcaíno de Bermeo, en el País Vasco (España). Pese a sus reducidas dimensiones, recibe una abundante cantidad de usuarios durante la primavera y el verano. Sus aguas en verano se sitúan en torno a los 21 °C-24 °C, mientras que en invierno alcanzan una temperatura mínima de 12 °C. 
Es una playa de escasa peligrosidad y ofrece unas características adecuadas para la práctica del buceo. 
Es zona protegida reserva de la biosfera, dentro de Urdaibai.
En diversas ocasiones ha sido la playa mejor valorada de Vizcaya por los usuarios con una nota de 4,6 sobre un total de 5. En dicha calificación la valoración incluía servicios y calidad del agua entre otras cosas.

## Imágenes

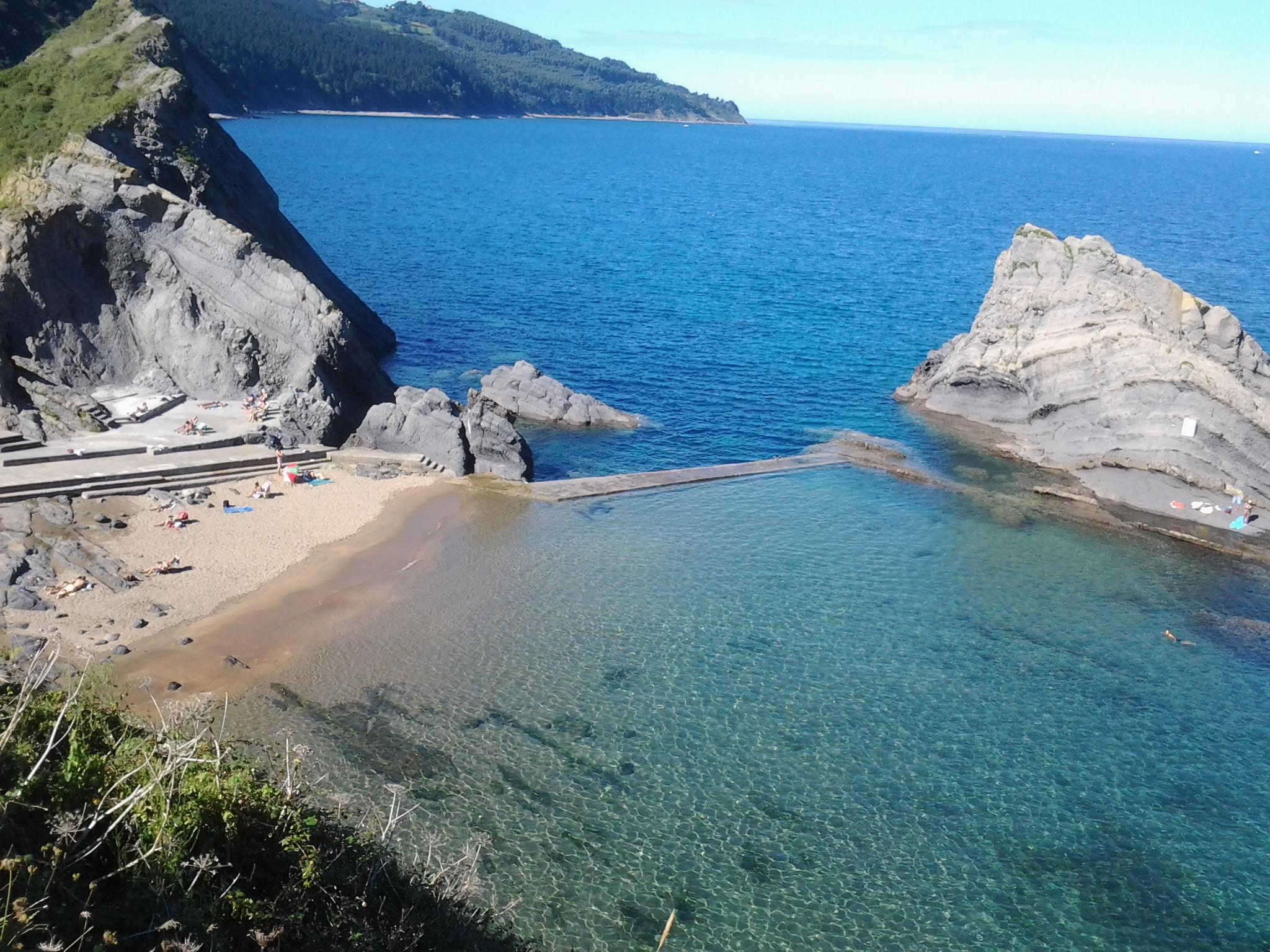
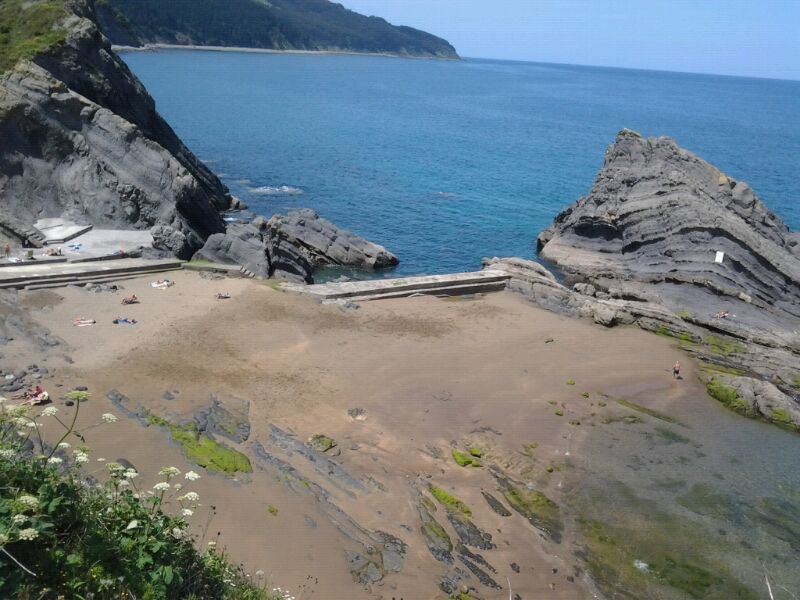
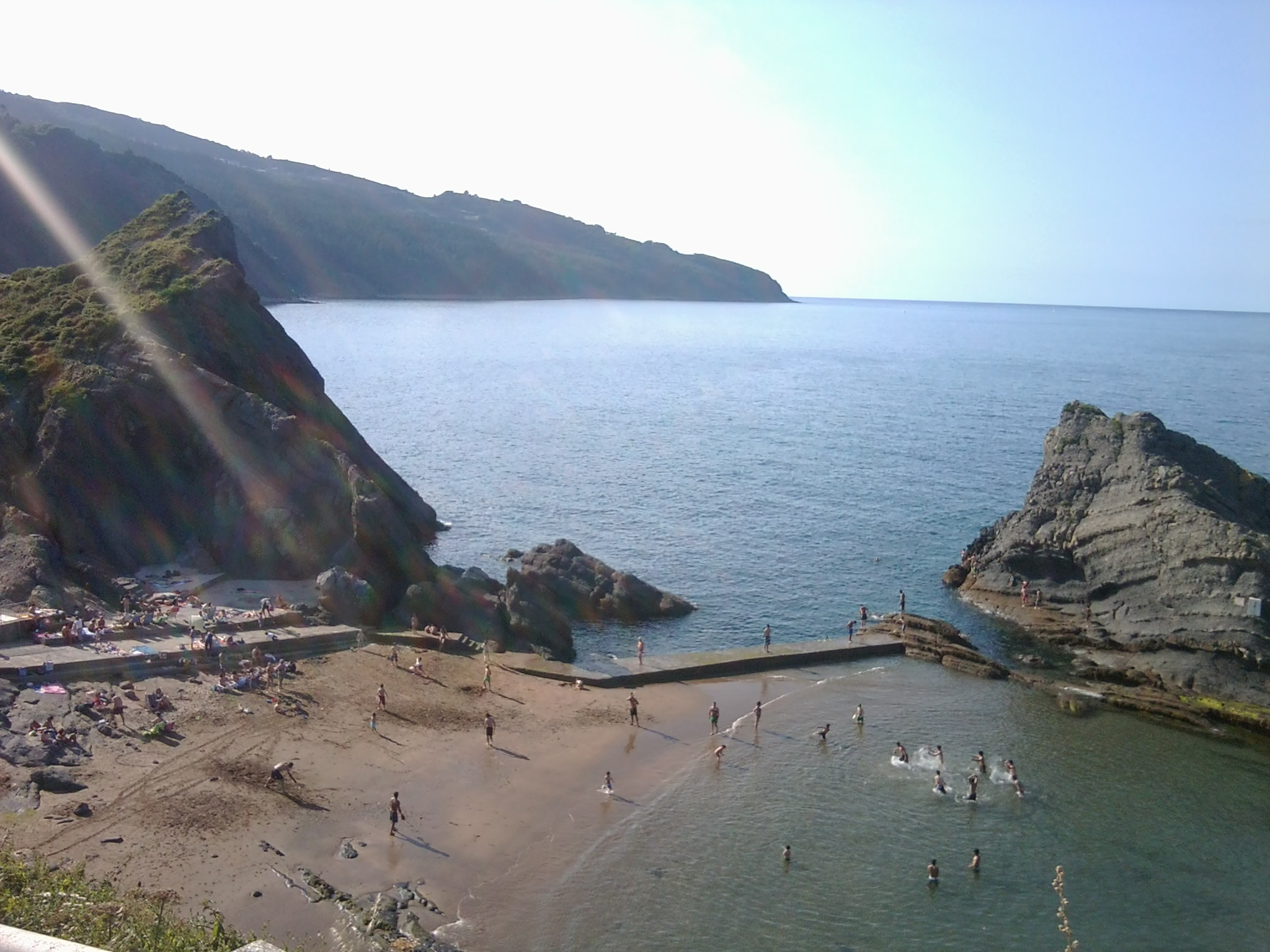

## Área
- Bajamar: 4.500 m²
- Pleamar: 1.875 m²

## Servicios
- Salvamento (Puesto de Socorro)
- Policía local (Hondartzaina)
- Servicios WC
- Chiringuito